# M. Würzl & Söhne
M. Würzl & Söhne war ein Wiener Unternehmen, das Anfang des 20. Jahrhunderts in Österreich-Ungarn führend für Reiserequisiten, Koffer und Taschnerwaren war. Die Produkte waren gediegen und solide in ihrer Ausführung und genossen Weltruf. Im Laufe eines halben Jahrhunderts war die Firma aus kleinen Anfängen zu großer Bedeutung emporgewachsen. Die Fabrik lag an der Gartengasse 17 im 5. Bezirk Margareten.

## Geschichte

Werbung von M. Würzl & Söhne mit Abbildung der Manufaktur und den zwei Wiener Geschäftslokalen (1898)

Werbung von M. Würzl & Söhne mit Abbildung der Manufaktur mit Lehrlingen und das Stammhaus in Margareten (1898)

Geschäft von M. Würzl & Söhne (1906)

Der Gründer des Hauses war Wilhelm Gerstell. Er errichtete 1839 gleichzeitig mit der Fabrik an der Gartengasse im damals industriereichen Bezirk Margareten auch die Niederlassung in der Spiegelgasse 5 im 1. Bezirk. Die Niederlage an der Spiegelgasse 5 existierte bis 1886, dann wurde sie ins neu erbaute Nebenhaus Nr. 3 verlegt.
Sein Sohn, Wilhelm Gerstell jun., wurde in seiner Jugend nach strengen und praktischen Grundsätzen auf seinen künftigen Beruf vorbereitet. Er ging 1854 nach Abschluss der Mittelschule und einer Handelsschule zu einem fremden Taschnermeister auf drei Jahre in die Lehre. Als Gesellenstück fertigte er einen Rindsleder-Herrenkoffer.
Nach dem Tod des Firmengründers im Jahr 1845 heiratete dessen Witwe Michael Würzl, der das Geschäft unter eigenem Namen weiterführte. 1867 trat Wilhelm Gerstell jun. in die Firma ein, wonach der Firmenname auf „M. Würzl & Sohn“ und später, nach dem Eintritt des Sohnes Rudolf Würzl, auf „M. Würzl & Söhne“ geändert wurde.
Nach jahrzehntelangem Zusammenwirken starb zunächst der Vater; 1889 erlag der jüngere Sohn Rudolf Würzl im 40. Lebensjahr einer Krankheit.
Wilhelm Gerstell jun. wurde der nunmehr alleinige Firmeninhaber des inzwischen gewachsenen Unternehmens. Außer der neuen Fabrik in der Gartengasse 17 im 5. Bezirk wurden zwei Niederlagen in Wien an der Spiegelgasse 3 und an der Kärntner Straße 34 im 1. Bezirk und eine am Marktplatz in Karlsbad eröffnet, welche das ganze Jahr hindurch geöffnet war. Eine Filiale kam später in Budapest dazu, wo sich das Unternehmen „Würzl M. és Fiai“ nannte.
Dem geschäftigen Mann standen seine drei Söhne zur Seite, der älteste war bereits um 1900 Mitchef. Die Lehrlinge im Betrieb hatten eine Arbeitszeit von 5 Uhr morgens bis 8 Uhr abends oder länger. Die Arbeit war körperlich anstrengend, erforderte Ausdauer und hohe Konzentration, da das Unternehmen sehr auf die Qualität seiner Produkte achtete.
Mit der Ausbreitung des Verkehrs und der Verkehrsmittel steigerten sich die Ansprüche des Reisepublikums und gaben so den Impuls zur technischen Entwicklung der Taschnerei und Kofferfabrikation. „M. Würzl & Söhne“ zählte stets zu den ersten Unternehmen, die Neues brachten, ohne die bewährte Solidität aufzugeben. Seine Erzeugnisse unterschieden sich durch besondere Sorgfalt der Ausführung von der sogenannten Mittelware. Das Unternehmen erblühte, worauf der Chef am 1. Februar 1892 in seiner Festrede anlässlich seines fünfundzwanzigjährigen Meisterjubiläums hinwies. Unter den aus diesem Anlass zahlreich eingegangenen Glückwünschen befand sich auch ein Diplom der Wiener Taschnergenossenschaft, überreicht durch eine Meisterabordnung, deren Sprecher die Verdienste des Jubilars um die Korporation hervorhob.
Zu den Stammkunden des Unternehmens zählten die gehobenen Kreise Wiens und der Provinz. 1888 wurde die Firma durch die Allerhöchste Anerkennung des Kaisers ausgezeichnet und 1898 wurde ihr der Titel eines k.u.k. Hoflieferanten verliehen; sie durfte sich nun „k.u.k. Hof-Reiserequisiten und Lederwaren-Fabrik“ nennen. 1901 wurde Wilhelm Gerstell sen. durch die Verleihung des goldenen Verdienstkreuzes mit der Krone ausgezeichnet. Ferner erhielt die Firma 1900 den persischen Hoflieferantentitel und die goldene Medaille des persischen Sonnen- und Löwenordens. 1902 erhielt das Unternehmen durch König Georg von Griechenland, der alljährlich persönlich seine Einkäufe besorgt, den Titel eines griechischen Hoflieferanten. 1903 wurde aus Anlass der Internationalen Petersburger Ausstellung Wilhelm Gerstell jun. der Sankt-Stanislaus-Orden III. Klasse verliehen.
Die Erzeugnisse des Hauses fanden bei allen Ausstellungen hervorragende Anerkennung und Würdigung, so auf der Weltausstellung 1873 in Wien, 1880 in Scheveningen, 1892 in Chicago auf der World’s Columbian Exposition, in Paris 1900, Petersburg 1903 usw. Nicht nur Koffer, sondern auch Lederetuis für Spielkarten wurde zum Beispiel hergestellt.

## Produkte

Werbung von M. Würzl & Söhne (1913)

Die Lederkoffer von Würzl waren um die Jahrhundertwende laut Adolf Loos konservativ in ihrer Ausführung, da die Kundschaft wie die österreichische und englische Aristokratie vom Geschmack eher zurückhaltender war. Obwohl die Koffer von damals im heutigen Vergleich zu Kunststoffkoffern relativ schwer und im täglichen Gebrauch weitgehend verdrängt wurden, sind die Koffer von „M. Würzl & Söhne“ als Sammlerobjekte begehrt. Im April 2002 organisierte das Wiener Auktionshaus Dorotheum die Versteigerung „Kaiserhaus-Auktion“ mit Objekten aus dem österreichischen Kaiserhaus. Im Zentrum der Auktion war das Reise-Necessaire von Kaiser Franz Joseph I., das auf Bestellung von „M. Würzl & Söhne“ angefertigt wurde.
Die voluminöse Tasche aus dunkelgrünem Saffianleder war ständiger Begleiter des Kaisers auf seinen Reisen. Der Koffer war innen nach den Wünschen des Kaisers gestaltet, mit Futteralen und Lederbehältern für seine Spiegel, Nagelfeilen und -scheren, Parfumflakons, Bartbürsten, Seifenbehälter, aber auch für Teller und Becher, Kerzenleuchter, Knopfzieher und sogar ein Badethermometer. Alle Silberteile waren mit seinen feingravierten Initialen „FJI“ und der österreichischen Kaiserkrone graviert. Die ebenfalls zum Necessaire gehörende Reiseuhr wurde von der Londoner Firma J. B. Girerd angefertigt. Der Schätzwert des Necessaire lag bei €18.000-22.000.